# Mentawajowie

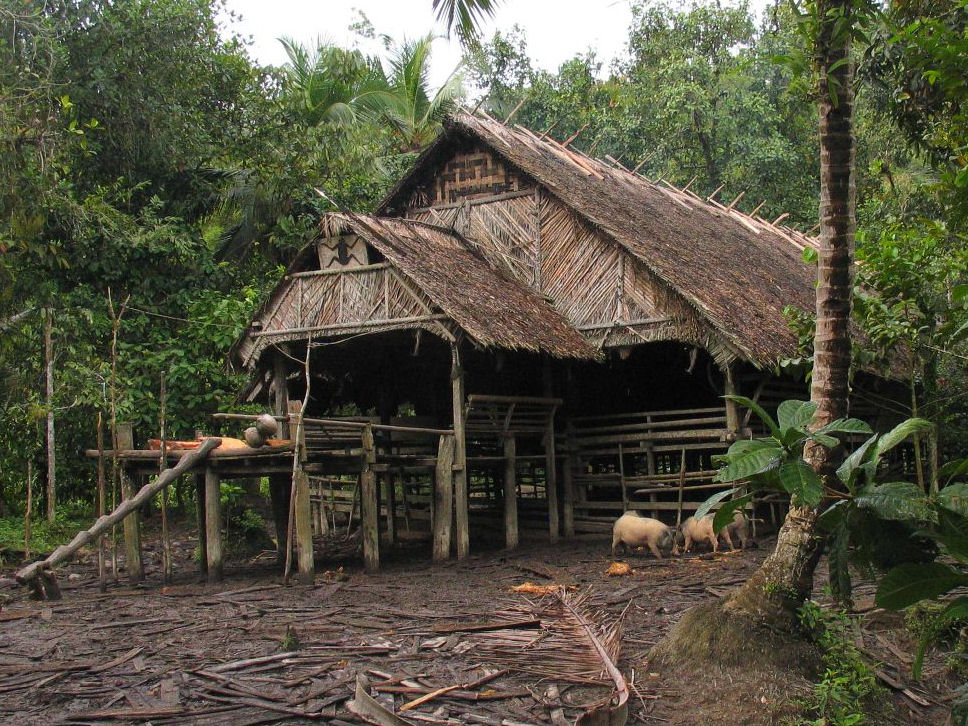
Dom Mentawai

Mentawajowie (indonez. orang Mentawai) – lud indonezyjski, rdzenna ludność archipelagu Mentawai. Według danych z 2000 roku ich liczebność wynosi 58 tys. osób. Dzielą się na grupy subetniczne: Sakalagan (wyspy Południowa Pagai i Północna Pagai), Sakobau (Sipora), Mentawajowie z wyspy Siberut.
Posługują się własnym językiem mentawai, dość zróżnicowanym dialektalnie i oddalonym od najbliższych krewnych w ramach rodziny austronezyjskiej. Większość Mentawajów wyznaje chrześcijaństwo (katolicyzm, protestantyzm), znaczna część kultywuje tradycyjne wierzenia.
Zajmują się rolnictwem (na Siberut – sago, wyrabiane przez mężczyzn, na Sipora i Pagai – kolokazja jadalna, uprawiana głównie przez kobiety, na nawadnianych polach; również pochrzyn, inne warzywa, banany, orzechy kokosowe i różne drzewa owocowe; hodowla drobiu i trzody chlewnej). Pewną rolę odgrywają też łowiectwo i rybołówstwo. Rzemiosło obejmuje obróbkę drewna i kamienia.
Na tle ludów indonezyjskich wyróżniają się archaiczną organizacją społeczną i relacjami rodzinnymi. Główną jednostką społeczno-polityczną jest społeczność wiejska. Struktura społeczna opiera się na rodach patrylinearnych. Pola taro na wyspach Pagai dziedziczone są wyłącznie w linii żeńskiej. Małżeństwo ma charakter monogamiczny i patrylokalny. Stosunki przedmałżeńskie są postrzegane jako sprawy prywatne. Rozwody zdarzają się rzadko.
Tradycyjne wierzenia Mentawajów obejmują kulty duchów przyrody i przodków.
Praktykują sztukę zdobienia ciała (tradycja tatuażu) i rytuał wyostrzania zębów (pod koniec okresu dojrzewania). Tatuaże wykonuje się w kilku etapach, przy czym wzory tatuażu zależą od płci i regionu. Brak końcowego rytuału inicjacyjnego.